# Lamborghini Centenario LP-770
El Lamborghini Centenario es un automóvil superdeportivo de dos puertas de tijera biplaza, con motor central-trasero montado longitudinalmente y de tracción en las cuatro ruedas, producido por el fabricante italiano Automobili Lamborghini S.p.A., subsidiaria del Grupo Volkswagen de 2016 a 2017.

## Presentación
Fue develado el 1 de marzo de 2016 durante el Salón del Automóvil de Ginebra. Su producción estuvo limitada a solamente 40 unidades, de las cuales 20 fueron cupé y otras 20 roadster, que ya están vendidas a un precio de 1 750 000 € cada una.
Este coche homenajea al fundador de Lamborghini: Ferruccio Lamborghini, que habría cumplido 100 años en 2016, de ahí procede el nombre de este coche. En el mismo año, Lamborghini dio a conocer el Centenario Roadster. Los únicos cambios en el diseño son la parte superior abierta y la puerta trasera del motor. La primera unidad fabricada tiene una simple pintura de plata ligera.

## Diseño

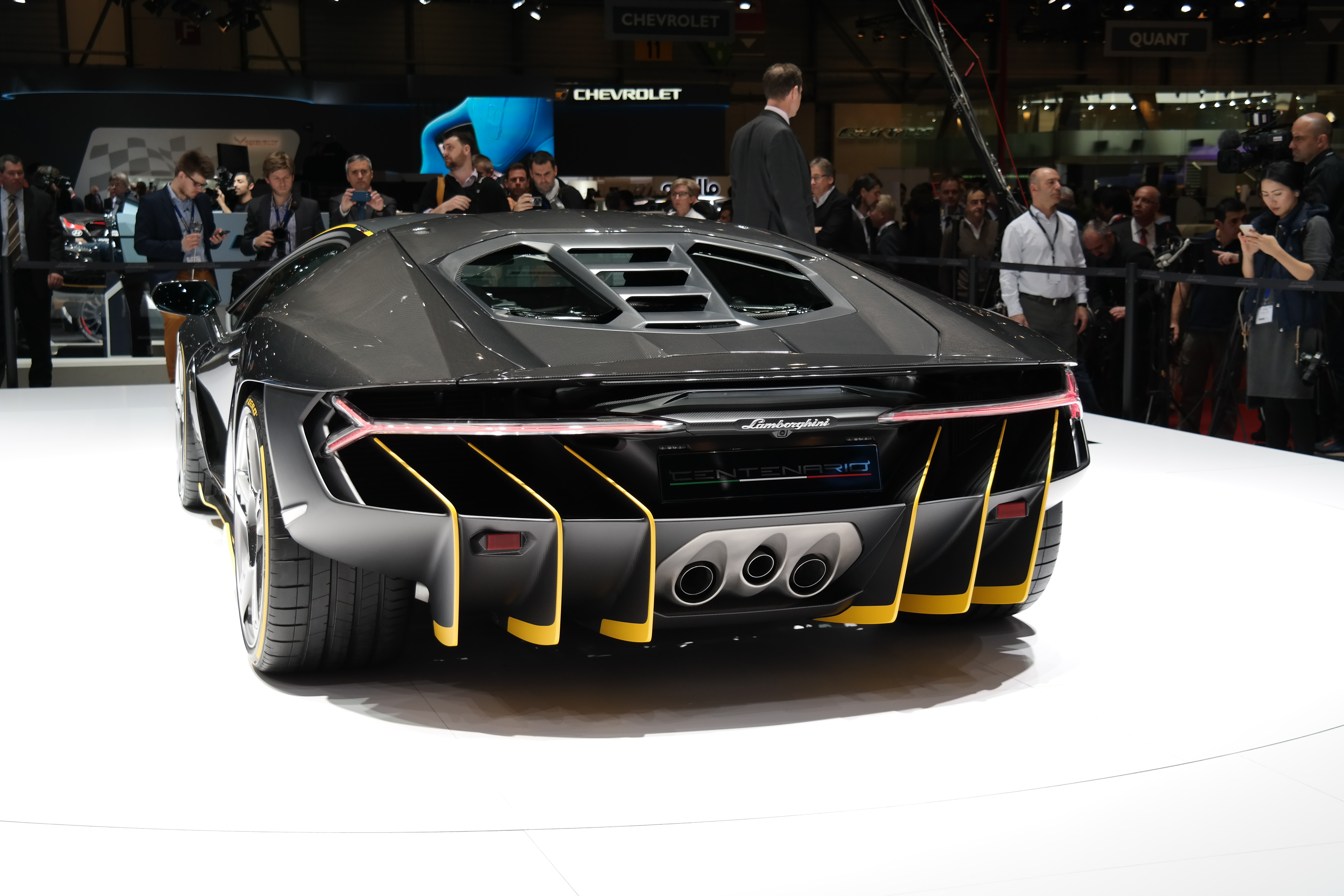
Vista trasera.

Está basado en el Reventón y el Veneno, a pesar de ser ligeramente más largo que el Aventador SV. Las grandes tomas de aire en el cofre añaden carga aerodinámica al eje delantero. Los faros, faldones y pasos de ruedas también tienen tomas de aire, que proporcionan flujo de aire a los radiadores traseros. La carrocería y el chasis monocasco están hechos de fibra de carbono. Los faldones, el splitter frontal, los pasos de rueda y el difusor trasero son funcionales y están pintados en carbono mate. En total pesa 1520 kg (3351 libras), 55 kg (121 libras) menos que el Aventador.
En contraste con el Veneno de aleta dorsal, el legado del Centenario es claro con su silueta suave, vidrios laterales hexagonales y faros orientados horizontalmente que recuerdan los productos actuales de la marca. Las tomas de aire en forma de gubia que se elevan desde los paneles de balancines hasta el techo a cada lado del coche son particularmente llamativas y se unen a los otros orificios, solapas y rejillas.
También cuenta con un sistema de infoentretenimiento actualizado y mejorado con una nueva pantalla táctil de alta definición de 10,1 pulgadas (25,7 cm) con Apple CarPlay, conectividad Wi-Fi, entre otras funciones.

## Especificaciones
Usa un motor V12 a 60° de 6498 cm³ (6,5 L; 396,5 plg³) fabricado completamente en aluminio, que desarrolla una potencia máxima de 770 CV (759 HP; 566 kW) con un peso de 235 kg (518 libras), conocido internamente como "L539", mismo que también se encuentra en el Aventador, es decir, una versión ajustada de este último.
| Distribución                     | Doble (DOHC) árbol de levas a la cabeza por cada bancada de cilindros y 4 válvulas por cilindro (48 en total), con VVT |
| Alimentación                     | "Lamborghini Iniezione Elettronica" (LIE), naturalmente aspirado                                                       |
| Diámetro x carrera               | 95 x 76,4 mm (3,74 x 3,01 pulgadas)                                                                                    |
| Potencia máxima                  | 770 CV (759 HP; 566 kW) @ 8500 rpm                                                                                     |
| Par máximo                       | 690 N·m (509 lb·pie) @ 5500 rpm                                                                                        |
| Relación de compresión           | 11.8:1 |
| Corte de inyección (línea roja)  | 8600 rpm |
| Sistema de refrigeración         | Líquida y aceite de fluido cruzado, con aletas de aire fijas                                                           |
| Sistema de lubricación           | Cárter seco |
| Embrague                         | Haldex seco de platos dobles de 235 mm (9,3 pulgadas) de diámetro                                                      |
| Emisiones de CO2                 | 370 g (13,1 onzas)/km                                                                                                  |
| Aceleración 0-200 km/h (124 mph) | 8.6 segundos |
| Aceleración 0-300 km/h (186 mph) | 23.5 segundos |
| Frenada de 100 km/h (62 mph) a 0 | 30 m (98 pies) |

## Centenario Roadster
Diseñado en el Centro Stile Lamborghini, es el fruto entre la belleza y la necesidad de obtener las mejores prestaciones sin renunciar al confort.
Cuenta con chasis de fibra de carbono y en la parte inferior de su carrocería también hay partes fabricadas en este material. El splitter frontal, los faldones, los pasos de rueda y el gran difusor posterior, responden a la necesidad de conseguir un mejor comportamiento aerodinámico. El peso total del coche ha aumentado a 1570 kg (3461 libras).
En la parte trasera se ha puesto un alerón trasero móvil que se despliega hasta 150 mm (5,9 pulgadas) y gira hasta 15 grados, cuya función es aumentar la carga aerodinámica. La zaga ha sido diseñada con la canalización del aire como prioridad.
El nuevo tono plateado "Argento Centenario", es exclusivo de este modelo. Para lograr ese aspecto mate, los ingenieros han utilizado un nuevo tratamiento para el metal en bruto.
En cuanto al habitáculo interior, cuenta con un amplio catálogo de personalizaciones para sus acabados. Entre los materiales disponibles, destacan los tapizados alcantara "Terra di California" en tono marrón claro y el cuero Bianco Polar para las inserciones, los remates y otros detalles de los asientos y el panel de instrumentos.

## En la cultura popular
Se utilizó para el papel de uno de los Autobots Hot Rod en la película Transformers: el último caballero.
También fue utilizado como imagen publicitaria para el videojuego de carreras de Xbox Forza Horizon 3. De igual manera, ha aparecido en otros videojuegos como: Asphalt 8: Airborne y Asphalt 9: Legends.